# Зеленчуцький район
Зеленчуцький район (абаз. Зеленчыкв район, кабард. Зеленчук район
, карач.-балк. Зеленчук район) — адміністративний район і муніципальне утворення у складі Карачаєво-Черкеської Республіки.
Адміністративний центр — станиця Зеленчуцька.

## Географія
Площа району — 2931 км².

## Населення
Населення — 49 290 осіб.
Національний склад
| Народ               | Чисельність в 2002 році, чоловік | Чисельність в 2010 році, чоловік |
| ------------------- | -------------------------------- | -------------------------------- |
| Росіяни             | 34585 (64,7%)                    | 31988 (62,24%)                   |
| Карачаївці          | 16452 (30,9%)                    | 17026 (33,13%)                   |
| Греки               | 371 (0,7%)                       | 301 (0,59%)                      |
| Українці            | 438 (0,8%)                       | 287 (0,56%)                      |
| Вірмени             | н/д                              | 257 (0,50%)                      |
| Цигани              | н/д                              | 253 (0,49%)                      |
| Черкеси             | 162 (0,3%)                       | 151 (0,30%)                      |
| Осетини             | 114 (0,2%)                       | 113 (0,22%)                      |
| Татари              | н/д                              | 102 (0,20%)                      |
| Азербайджанці       | н/д                              | 65 (0,13%)                       |
| Кумики              | н/д                              | 59 (0,11%)                       |
| Абазинці            | 53 (0,1%)                        | 54 (0,11%)                       |
| Кабардинці          | н/д                              | 52 (0,10%)                       |
| Ногаї               | 57 (0,1%)                        | 50 (0,10%)                       |
| Інші національності | 1182 (2,2%)                      | 635 (1,24%)                      |

Згідно з переписом населення 1959 року в Зеленчуцькому районі Карачаєво-Черкеської АО росіяни становили 75,1%, карачаївці — 20,0%.

## Економіка
Відповідно до Федерального закону «Про особливі економічні зони в Російській Федерації» уряд РФ ухвалило створити без проведення конкурсу з відбору заявок туристично-рекреаційну особливу економічну зону на території Зеленчуцького району Карачаєво-Черкеської Республіки на земельних ділянках, що визначаються угодою про створення туристично-рекреаційної особливої економічної зони.